# Temporada 2016-2017 del València Basket
El València Basket Club va viure la temporada 2016-2017 com la millor de la història. Accedeix a les finals de les tres competicions que va disputar, obtenint el campionat de lliga ACB per primera vegada en la seua història.
En esta competició, l'equip va liderar la classificació durant gran part de la temporada regular, finalitzant en tercera plaça. Als play-offs, va eliminar a Barcelona i Unicaja per a imposar-se en 3-1 al Real Madrid. En copa, va perdre contra el Madrid en una igualada final per 97-95. Pel que fa a l'Eurocup, va fer una excel·lent competició fins que va perdre l'últim partit de la final en l'últim quart. Tot i arribar amb un avantatge de 13 punts, un parcial de 4-20 va donar-li el títol a l'Unicaja.

## Plantilla
Nota: Hi ha jugadors que poden tenir més d'una nacionalitat.

### Alineació
| Pos. | Inicial               | Banq. 1       | Banq. 2             | Banq. 3    |
| ---- | --------------------- | ------------- | ------------------- | ---------- |
| P    | Bojan Dubljević       | Pierre Oriola | Viacheslav Kravtsov | Mike Tobey |
| AP   | Luke Sikma            | Will Thomas   |                     |            |
| A    | Fernando San Emeterio | Romain Sato   |                     |            |
| E    | Joan Sastre           | Rafa Martínez |                     |            |
| B    | Antoine Diot          | Guillem Vives | Sam van Rossom      |            |